# داگ لفلر

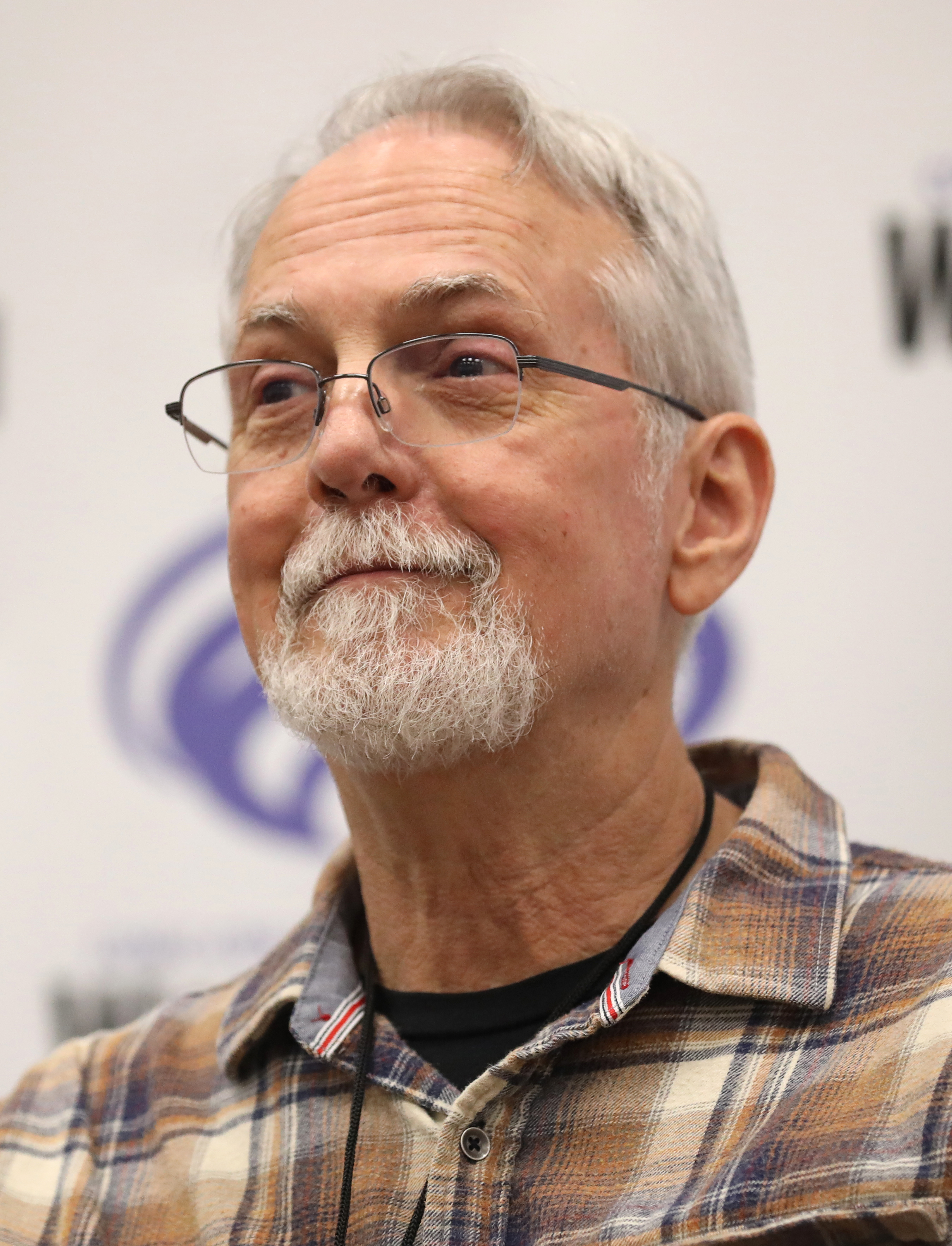
نگارهٔ داگ لفلر، کارگردان و فیلمنامه‌نویس - ۲۰۲۴

داگ لفلر (به انگلیسی: Doug Lefler) زادهٔ کالیفرنیا در آمریکا، کارگردان سینما، فیلمنامه‌نویس، تهیه‌کننده فیلم و هنرمند استوری‌بورد است، که بیشتر به عنوان کارگردان دنباله فیلم ماجراجویی فانتزی: اژدهادل: شروعی تازه و آخرین لژیونر شناخته می‌شود.

## منتخب فیلم‌شناسی
- آخرین لژیونر (۲۰۰۷) (کارگردان)
- اژدهادل: شروعی تازه (۲۰۰۰) (کارگردان)
- مورتال کمبت: فتح (۱۹۹۸) (کارگردان)
- جاده به کالیدون  (کارگردان)
- مسیر اشتباه - ۱۹۹۴  (کارگردان)
- هرکول و دایره آتش - ۱۹۹۴ (کارگردان)
- ارتش تاریکی (۱۹۹۲) - (دستیار کارگردان)
- سپیده‌دم فولادین (۱۹۸۷) (فیلمنامه‌نویس)